# Matthew Cameron
Matthew Cameron es un competidor de atletismo paralímpico australiano. Compitió en los Juegos Paralímpicos de verano 2008. En los Juegos de 2012, ganó una medalla de bronce.

## Biografía
Cameron nació el 20 de septiembre de 1985 y es de Wakerley, Queensland. Llevó la antorcha paralímpica durante el relevo de la llama paralímpica de verano 2000. Fue nombrado el deportista australiano del año de Townsville en 2003. Asistió al Instituto de Barrera de Arrecifes de TAFE, donde obtuvo un certificado en negocios y redacción asistida por computadora. Para 2012, trabajaba como oficial de cumplimiento  y vivía en Wynnum, Queensland.
Tiene síndrome de red poplítea, una condición que ha tenido desde su nacimiento. Ha tenido veinticinco cirugías como resultado del síndrome y no puede estar de pie.

## Carrera

### Baloncesto en silla de ruedas
Ha jugado baloncesto en silla de ruedas y representó a Australia como miembro del equipo nacional para hombres menores de 20 años de Australia. En 2004, recibió una beca de baloncesto en silla de ruedas de la North Queensland Sports Foundation.

### Atletismo

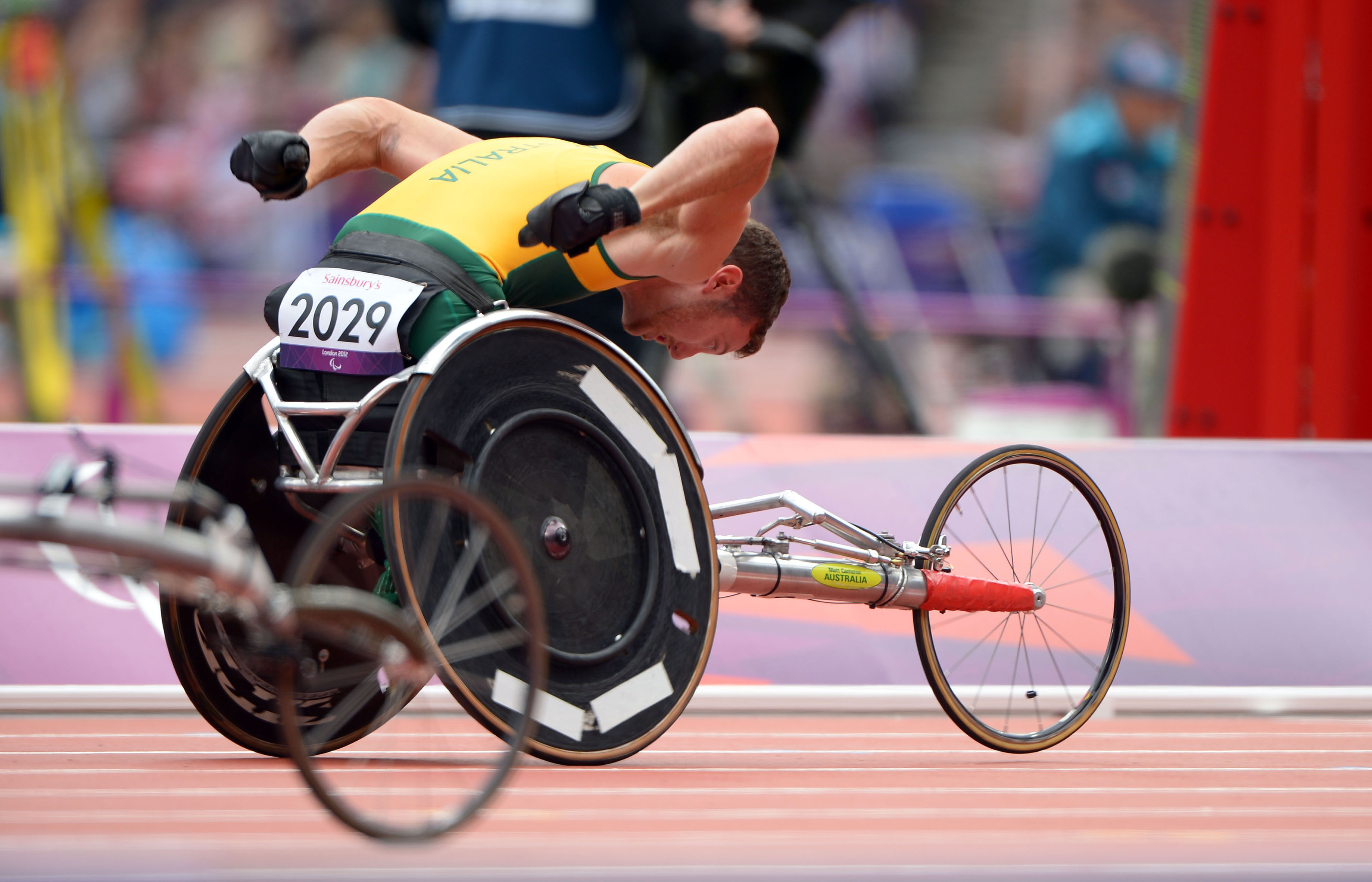
Cameron en los Juegos Paralímpicos de Londres 2012

Es un competidor clasificado T54, compitiendo en los eventos de 100, 200 y 400 metros. Comenzó a competir en 2005, y representó a Australia en 2006.  
Participó en el Campeonato del Mundo IPC 2006 en los eventos masculinos T54 de 100, 200 y 400 metros. Compitió en los Juegos Paralímpicos de verano 2008 en los eventos del equipo de relevos de 100 metros y 4 x 100 metros. Se perdió las finales en el evento de 100 metros por un lugar. Su equipo de relevos fue descalificado después de que se cayó de su silla durante la transición. Compitió en el 2011 City2Surf. En el Campeonato Australiano de Atletismo de 2011, terminó segundo en la final de la carrera de sillas de ruedas de 200 metros. Terminó primero en la carrera de 100 metros. Fue seleccionado para representar a Australia en los Juegos de 2012 en atletismo en el evento de 100 metros.
En los Juegos de 2012, participó en los eventos T54 de 100 m y 4 × 400 m T53 / 54, ganando bronce en los 4 × 400 m.